# Salisbury, North Carolina
Salisbury är administrativ huvudort i Rowan County i North Carolina. Orten har fått sitt namn efter Salisbury i England.

## Kända personer från Salisbury
- Sidney Blackmer, skådespelare
- Elizabeth Dole, politiker
- Lee Slater Overman, politiker